# Werner Jahn
Pour les articles homonymes, voir Jahn.
Werner Jahn (né le 21 avril 1956 à Füssen) est un joueur allemand de hockey sur glace. Il a été défenseur pour le Mannheim ERC, le Düsseldorf EG, l'Eintracht Francfort et Heilbronn EC.

## Carrière
Werner Jahn commence sa carrière professionnelle de joueur à l'EV Füssen. Son plus grand succès est le titre de champion avec le Mannheim ERC lors de la saison 1979-1980 durant laquelle il marque huit points . Il reste au club jusqu'en 1983 et son transfert pour une saison au Düsseldorfer EG puis chez les Lions de Francfort en seconde division. Il est de retour à Mannheim en élite juste une saison. Il termine sa carrière dans une dernière saison avec les Heilbronner Falken en seconde division.

## Retraite
Aujourd'hui Werner Jahn est physiothérapeute à Frankenthal.